# Hatebreed
Hatebreed es una banda estadounidense de heavy metal y punk rock formada en New Haven, Connecticut en noviembre de 1994 por Jamey Jasta, Dave Russo, Larry Dwyer y Chris Beattie.

## Historia
Hatebreed se formó en 1994 en Bridgeport y New Haven. Comenzaron a grabar un demo de tres canciones y venderlo a los lugareños. Esas tres canciones finalmente serían lanzadas en un formato de siete pulgadas con New York's Neglect en 1995. Continuaron con el muy aclamado EP Under the Knife programado para salir en Big Wheel Recreation en 1995, pero luego se lanzó en 1996, y salió de gira por la costa este / oeste central con la banda UKHC Voorhees. Al año siguiente lanzaron Satisfaction Is the Death of Desire de Victory Records, entonces el hogar de algunas de las bandas más grandes del hardcore americano. Satisfacción vendió más copias que cualquier otro debut en la historia de la compañía discográfica.
Tours con bandas nacionales de metal y grindcore como Slayer, Deftones, Entombed y Napalm Death influenciado su música y los trajeron a la atención de muchos aficionados alejados del hardcore. Estas influencias fueron evidentes en dos siguientes lanzamientos de la banda, Perseverance de 2002, y sobre todo 2003 de The Rise of Brutality.
Después del lanzamiento de The Rise of Brutality, la banda participó en la gira Unholy Alliance de 2004, en Europa con Slayer, Slipknot y Mastodon. En junio de 2006, Hatebreed siguió una extensa gira europea que incluyó una presentación en el Download Festival en Donington, Reino Unido. Inmediatamente después de esta gira europea, actuaron en el escenario principal del Ozzfest 2006 junto a DragonForce, Lacuna Coil, Avenged Sevenfold, Disturbed, y co-headliners System of a Down.
El cuarto álbum de la banda, Supremacy, fue lanzado en agosto de 2006, su primera a través de Roadrunner Records, con el nuevo guitarrista Frank Novinec (que había pasado previamente tiempo jugando con Ringworm, Terror, e Integrity). Jasta lo describió como un "ataque sin cuartel de completamente cargado de adrenalina, en-su-cara brutalidad".
El 13 de septiembre de 2006, el exguitarrista Lou "Boulder" Richards se suicidó a la edad de 35; que había tocado en Satisfaction Is the Death of Desire del 1997 y dejó la banda en 2002.
Hatebreed encabezó la segunda etapa de la gira Ozzfest 2007. Hatebreed apareció en el Wacken Open Air Festival en 2008 junto a Iron Maiden, Children of Bodom, y Avantasia. En abril de 2008, Hatebreed firmó un acuerdo mundial con Koch Records para el lanzamiento de su DVD en vivo, un álbum en vivo, y un disco de versiones titulado For the Lions, que fue lanzado el 5 de mayo El 2 de septiembre, lanzaron su concierto en DVD, titulado Dominación Live. Artistas cubiertos incluyen Misfits, Metallica, Black Flag, Slayer, D.R.I., Crowbar y Cro-Mags.
El 9 de febrero de 2009, el guitarrista Sean Martin abandonó la banda.Sean dejó la banda para dedicarse a otros intereses en la música que están más relacionados con el estudio. Sin embargo, Sean permanece cerca y en contacto con los miembros de Hatebreed.
El quinto álbum de estudio de Hatebreed, titulado Hatebreed, fue puesto en libertad 29 de septiembre de 2009. En mayo de 2009, la banda también lanzó For the Lions, un álbum que consiste en covers de canciones de artistas que han influido en el desarrollo de la banda.
En 2010, Hatebreed participó en el III Festival Mayhem, junto a 3 Inches of Blood, Shadows Fall, y otras bandas. El 17 de febrero de 2011, se anunció que Hatebreed sería participar en la cuarta edición del Festival anual Mayhem para titular una vez más el escenario Jägermeister para solo 3 fechas.
Su sexto álbum de estudio, La divinidad de propósito, fue puesto en libertad el 25 de enero de 2013 en Europa y el 29 de enero en Norteamérica. El arte de tapa fue realizado por Eliran Kantor (Testamento, Sodoma).

## Nominación al Grammy
En diciembre de 2004 se anunció que Hatebreed fue nominado para un premio Grammy a la Mejor Interpretación de Metal en los premios Grammy 47a en Los Ángeles por su canción "Vivo para esto", que apareció en su álbum The Rise of Brutality. El premio fue entregado finalmente a Motörhead por su cover de la canción de Metallica "Whiplash", que apareció en el ataque metálico: El álbum último tributo.

## Controversia
En un artículo de CNN publicada el 8 de agosto de 2012, Hatebreed fue acusado de ser una banda supremacista blanca, a raíz de los disparos en el templo sij de Wisconsin, perpetrado por una banda de músicos. Negaron cualquier sentimiento racista y expresaron su profunda decepción con la cadena de noticias americana a través de Twitter. CNN se dio cuenta del error, se quitó el nombre de Hatebreed del artículo y se disculpó públicamente.

## Estilo musical
El estilo musical de Hatebreed ha sido descrito como metalcore, hardcore punk y heavy hardcore. Se consideran importantes para el desarrollo de metalcore, combinando influencias del hardcore y el punk rock, así como subgéneros de heavy metal como el thrash metal, junto con otras bandas en la escena del hardcore metálico de la década de 1990 (como Earth Crisis, All Out War, Integrity y Converge). También están influenciados por el crossover thrash. Jasta también ha llamado a Hatebreed 'Celtic Frost hardcore'.

## Influencias
Las influencias de hatebreed incluyen a Metallica, Obituary, The Exploited, Pantera, Slayer, Agnostic Front, Overkill, Cro-Mags, Misfits, Madball, Suicidal Tendencies, Napalm Death, Black Flag, Sepultura, Celtic Frost, Sick of It All, Mercyful Fate, Biohazard, Entombed y Motörhead.

## Miembros
| - Jamey Jasta - vocalista (1994-Act) - Chris Beattie - bajo (1994-Act) - Wayne Lozinak - guitarra solista (1994-1996, 2009-Act) - Frank Novinec - guitarra rítmica (2006-Act) - Matt Byrne - batería (2001-Act) | - Dave Russo - batería (1994-1996) - Larry Dwyer, Jr. - guitarra rítmica (1994-1996) - Jamie "Pushbutton" - batería (1997-1999) - Lou "Boulder" Richards †- guitarra rítmica (1996-2002) - (Fallecido en 2006) - Sean Martin - guitarra solista (1999-2009) - Matt McIntosh - guitarra solista (1996-1999) - Rigg Ross – batería (1999–2001) |

Hatebreed, live at With Full Force 2018
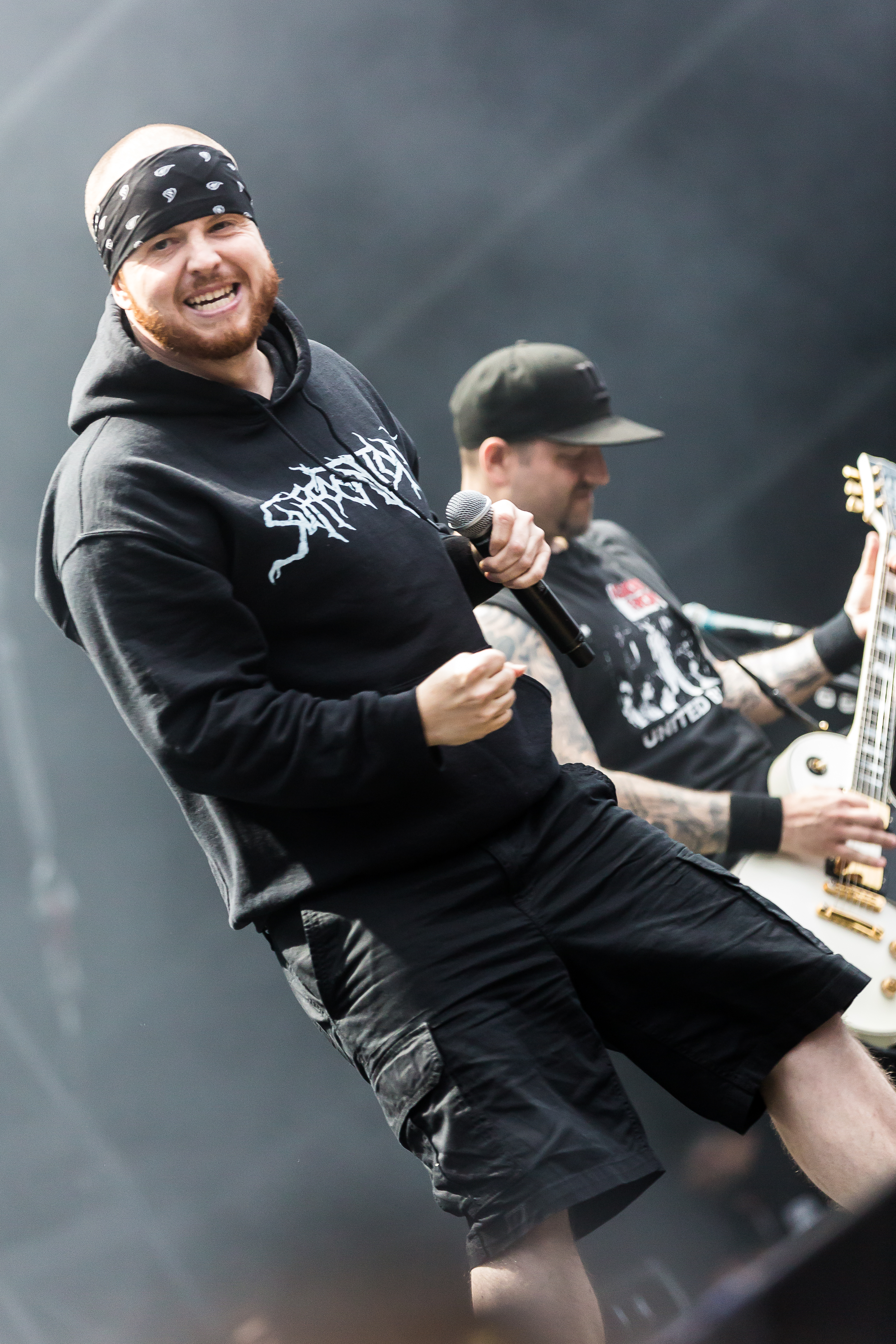
Jamey Jasta
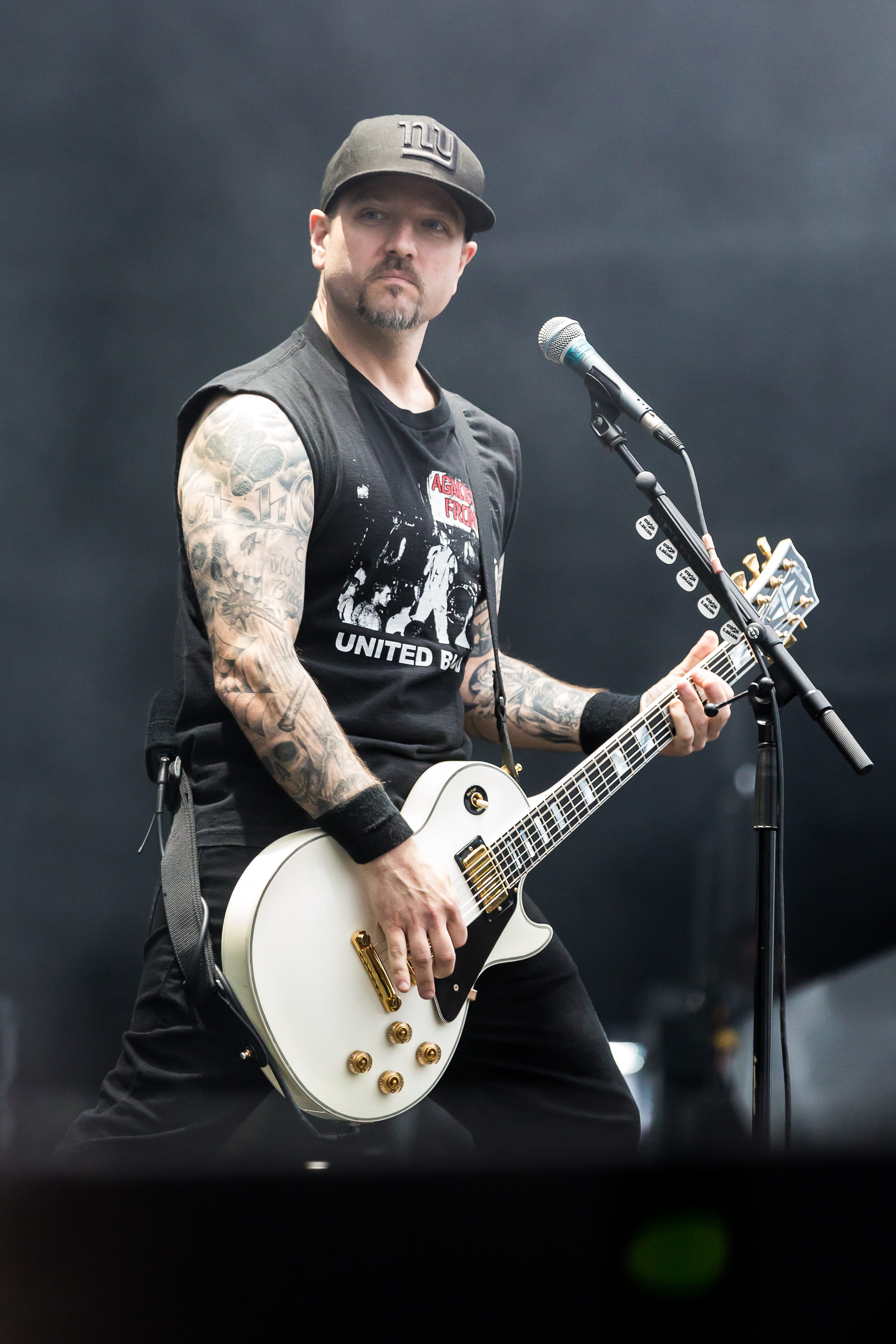
Wayne Lozinak
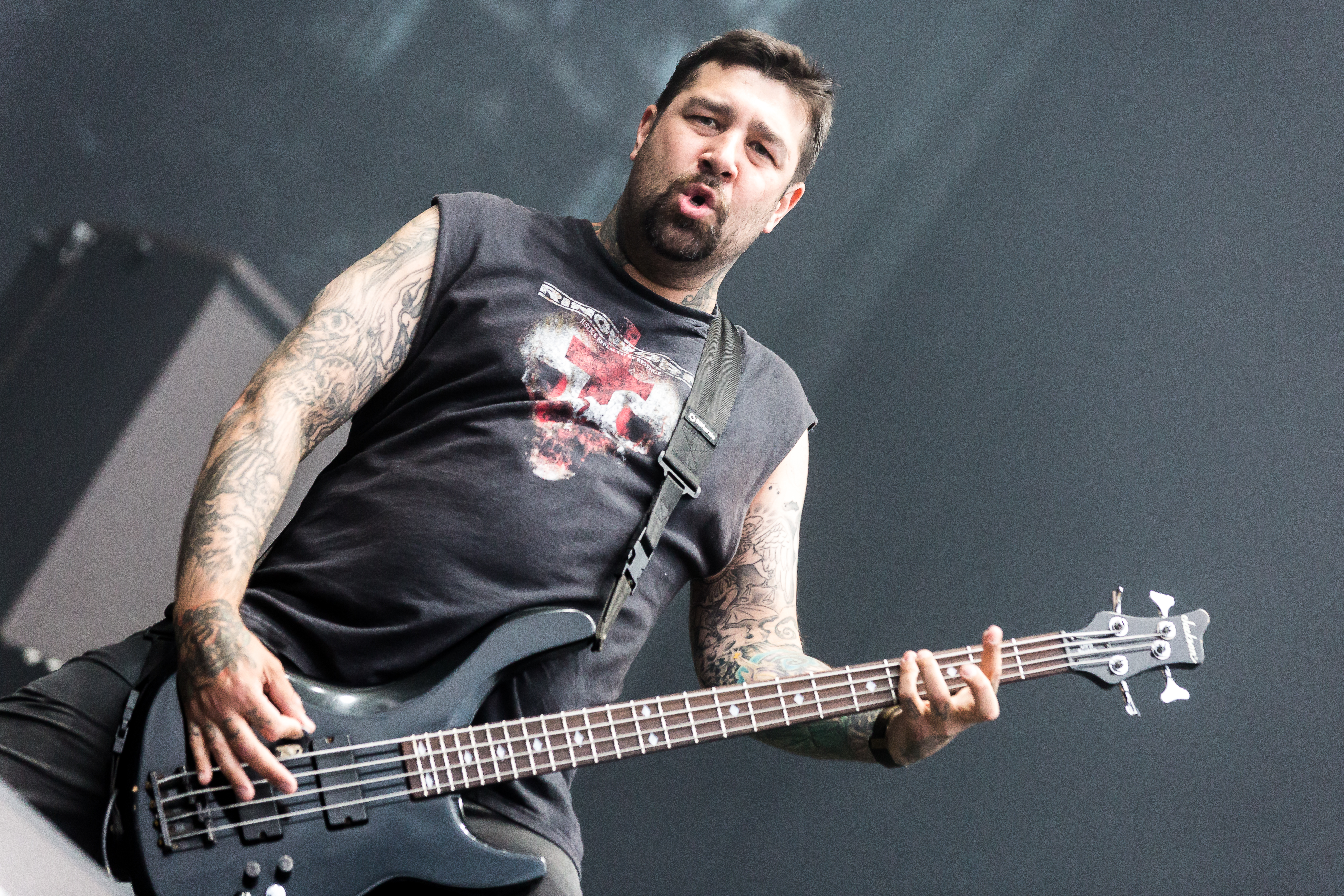
Chris Beattie
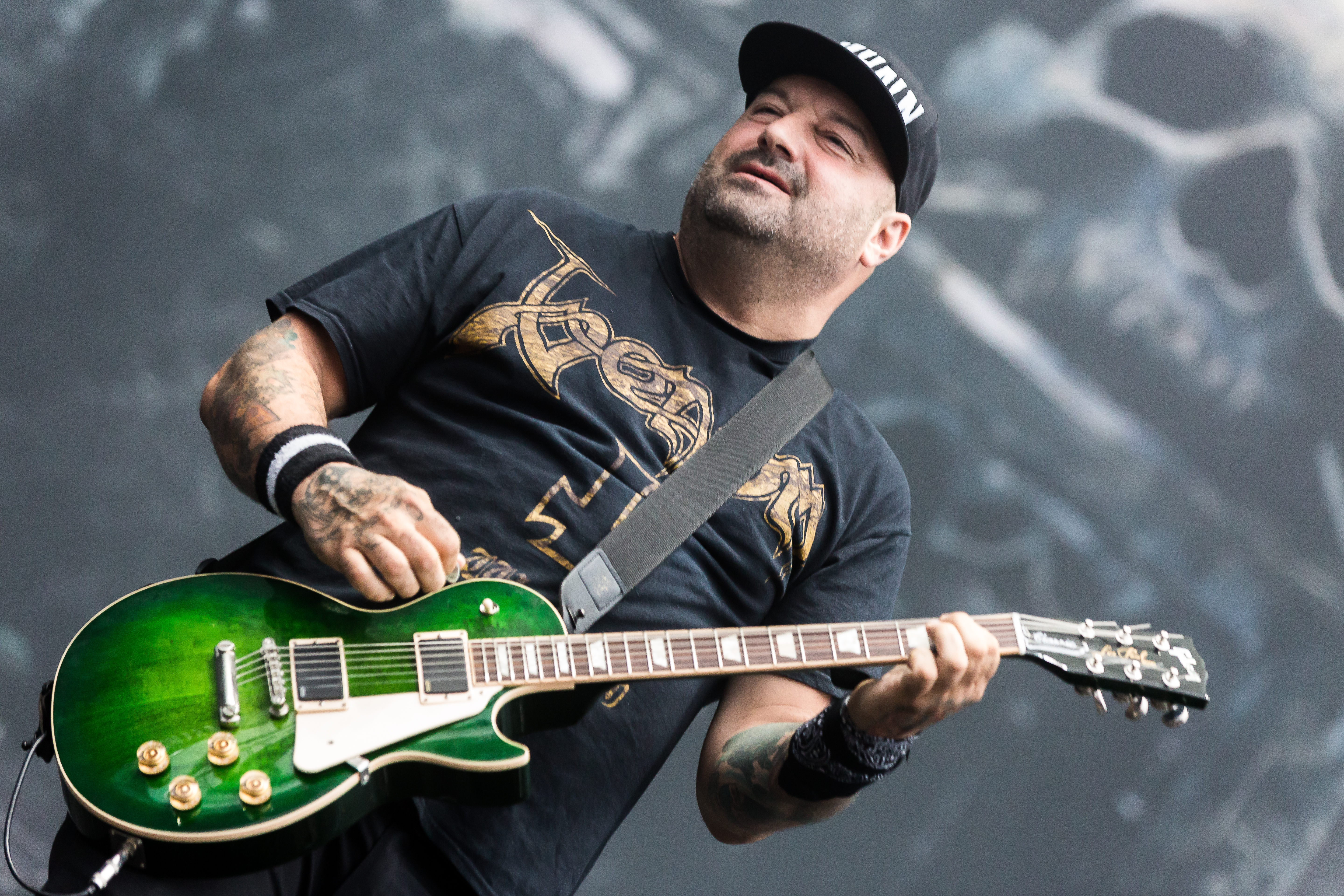
Frank Novinec
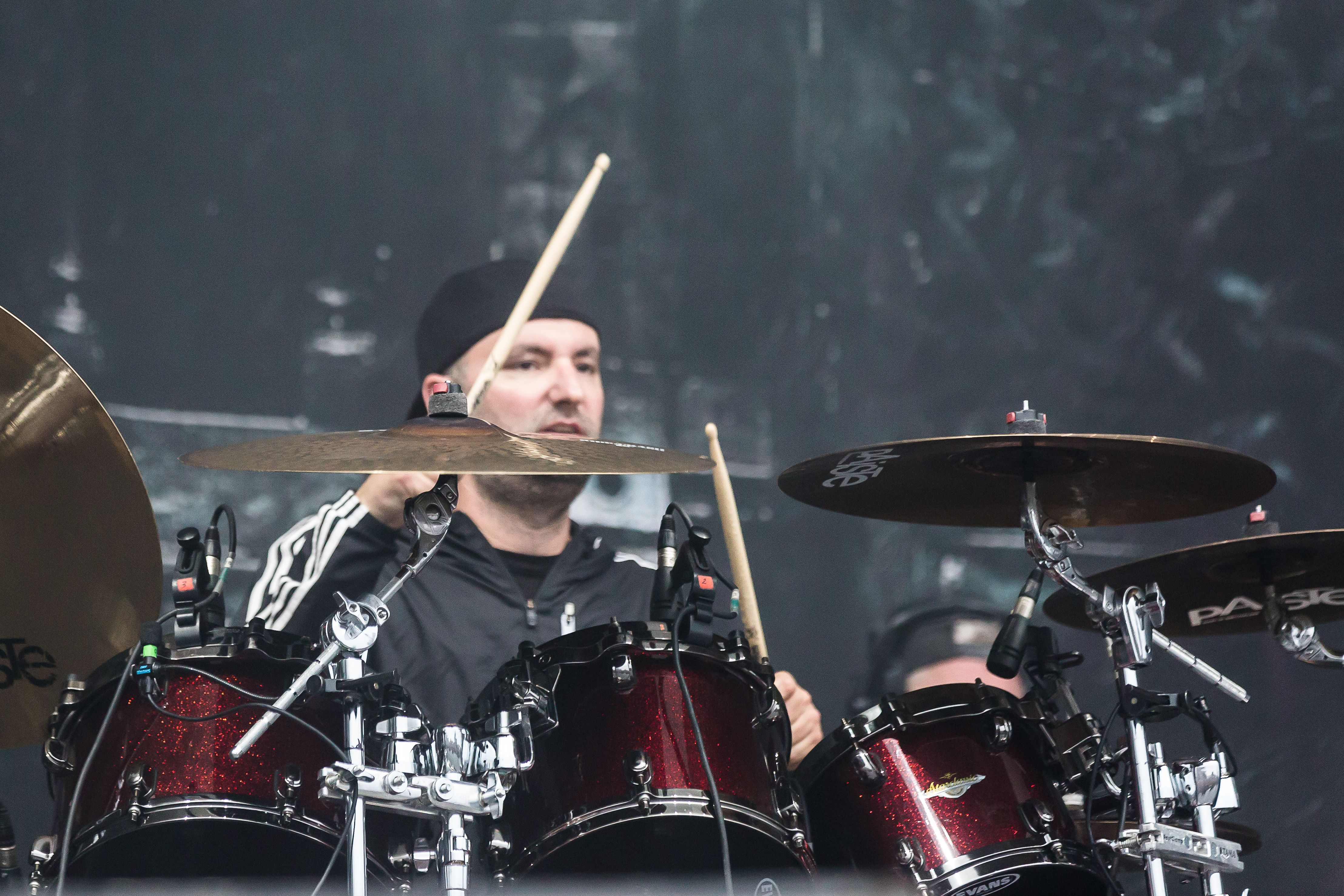
Matt Byrne

## Discografía

### Álbumes de estudio
| 1997                                   | Satisfaction Is the Death of Desire - Lanzamiento: 11 de noviembre de 1997 - Discográfica: Victory - Formato: CD, LP | —  | — | —  | —  | —  | —  | —   | —  | —  | —   |
| 2002                                   | Perseverance - Lanzamiento: 12 de marzo de 2002 - Discográfica: Universal - Formato: CD                              | 50 | — | —  | —  | —  | —  | —   | —  | —  | 195 |
| 2003                                   | The Rise of Brutality - Lanzamiento: 20 de octubre de 2003 - Discográfica: Universal - Formato: CD                   | 30 | — | —  | —  | —  | —  | —   | —  | —  | —   |
| 2006                                   | Supremacy - Lanzamiento: 29 de agosto de 2006 - Discográfica: Roadrunner - Formato: CD                               | 31 | — | 32 | 64 | 89 | 95 | 112 | 52 | —  | 101 |
| 2009                                   | For the Lions - Lanzamiento: 5 de mayo de 2009 - Discográfica: E1 - Formato: CD                                      | 58 | 6 | —  | —  | 88 | —  | —   | —  | —  | —   |
| 2009                                   | Hatebreed - Lanzamiento: 29 de septiembre de 2009 - Discográfica: E1 - Formato: CD                                   | 38 | 8 | 68 | 60 | 50 | —  | 156 | 45 | 73 | 163 |
| 2013                                   | The Divinity Of Purpose - Lanzamiento: 29 de enero de 2013 - Discográfica: Roadrunner Records - Formato: CD          | 20 | 1 | —  | 28 | 38 | —  | —   | 25 | 86 | 144 |
| 2016                                   | The Concrete Confessional - Lanzamiento: 13 de mayo de 2016 - Discográfica: Nuclear Blast Records - Formato: CD      |    |   |    |    |    |    |     |    |    |     |
| "—" denota que no entró en los charts. | |    |   |    |    |    |    |     |    |    |     |

### EP
| Año  | Detalles del Álbum                                                   |
| ---- | -------------------------------------------------------------------- |
| 1995 | Split 7" w/ Neglect - Lanzamiento: 1995 - Formato: Vinilo            |
| 1996 | Under the Knife - Lanzamiento: 13 de noviembre de 1996 - Formato: CD |
| 1997 | Split 7" w/ Integrity - Lanzamiento: 1997 - Formato: Vinilo          |

### Otras canciones
- "Condemned Until Rebirth" from Freddy vs. Jason Soundtrack
- "Bound to Violence" from The Punisher Soundtrack.
- "Ratpack" (Sick Of It All cover) from Our Impact Will Be Felt.
- "New Hate Rising" from Masters of Horror Volume 2.
- ""In Ashes They Shall Reap" from Saw VI soundtrack.
- ""Refuse/Resisit" from The Punisher Warzone.

### Sencillos
- "I Will Be Heard"
- "This Is Now"
- "Defeatist"
- "Destroy Everything"

### DVD
- Live Dominance (2008)

### Videoclips
- "Before Dishonor"
- "Worlds Apart"
- "I Will Be Heard"
- "Perseverance"
- "This Is Now"
- "Live For This"
- "To The Threshold"
- "Defeatist"
- "Destroy Everything"
- "Never Let It Die"
- "Ghosts Of War"
- "Thirsty And Miserable"
- "In Ashes They Shall Reap"
- "Put It To The Torch"
- "Honor Never Dies"